# Saint-Paul-le-Jeune
Saint-Paul-le-Jeune település Franciaországban, Ardèche megyében. Lakosainak száma 967 fő (2022. január 1.). Saint-Paul-le-Jeune Banne, Saint-André-de-Cruzières, Courry és Gagnières községekkel határos.

## Népesség
A település népessége az elmúlt években az alábbi módon változott:
| Lakosok száma | 847  | 819  | 862  | 832  | 975  | 997  | 970  | 958  | 965  | 967  |
|               | 1968 | 1982 | 1990 | 2006 | 2013 | 2015 | 2017 | 2019 | 2020 | 2022 |